# Bibliographic Framework
 (décembre 2021).
La mise en forme du texte ne suit pas les recommandations de Wikipédia : il faut le « wikifier ».
Les points d'amélioration suivants sont les cas les plus fréquents. Le détail des points à revoir est peut-être précisé sur la page de discussion.
- Les titres sont pré-formatés par le logiciel. Ils ne sont ni en capitales, ni en gras.
- Le texte ne doit pas être écrit en capitales (les noms de famille non plus), ni en gras, ni en italique, ni en « petit »…
- Le gras n'est utilisé que pour surligner le titre de l'article dans l'introduction, une seule fois.
- L'italique est rarement utilisé : mots en langue étrangère, titres d'œuvres, noms de bateaux, etc.
- Les citations ne sont pas en italique mais en corps de texte normal. Elles sont entourées par des guillemets français : « et ».
- Les listes à puces sont à éviter, des paragraphes rédigés étant largement préférés. Les tableaux sont à réserver à la présentation de données structurées (résultats, etc.).
- Les appels de note de bas de page (petits chiffres en exposant, introduits par l'outil «  Source ») sont à placer entre la fin de phrase et le point final[comme ça].
- Les liens internes (vers d'autres articles de Wikipédia) sont à choisir avec parcimonie. Créez des liens vers des articles approfondissant le sujet. Les termes génériques sans rapport avec le sujet sont à éviter, ainsi que les répétitions de liens vers un même terme.
- Les liens externes sont à placer uniquement dans une section « Liens externes », à la fin de l'article. Ces liens sont à choisir avec parcimonie suivant les règles définies. Si un lien sert de source à l'article, son insertion dans le texte est à faire par les notes de bas de page.
- La présentation des références doit suivre les conventions bibliographiques. Il est recommandé d'utiliser les modèles {{Ouvrage}}, {{Chapitre}}, {{Article}}, {{Lien web}} et/ou {{Bibliographie}}. Le mode d'édition visuel peut mettre en forme automatiquement les références.
- Insérer une infobox (cadre d'informations à droite) n'est pas obligatoire pour parachever la mise en page.

Pour une aide détaillée, merci de consulter Aide:Wikification.
Si vous pensez que ces points ont été résolus, vous pouvez retirer ce bandeau et améliorer la mise en forme d'un autre article.
BIBFRAME, une abréviation de Bibliographic Framework Initiative, est un modèle de métadonnées pour la description bibliographique développé pour remplacer le format MARC (Machine-Readable Cataloging). Conçu par la bibliothèque du Congrès, ce modèle est destiné à gérer et partager les ressources bibliographiques en utilisant des technologies et un vocabulaire liés au web sémantique.

## Historique
Le format MARC a été créé dans les années 1960 pour permettre l'échange de données entre bibliothèques. Cependant, il est devenu obsolète avec l'évolution des technologies de l'informations, notamment l'arrivée d'Internet et la nécessité de cataloguer un nombre toujours croissant de documents audiovisuels et numériques. En 2012, la bibliothèque du Congrès a lancé le développement de BIBFRAME en collaboration avec Zepheira, une entreprise spécialisée dans la gestion de données avec le but affiché de créer un modèle mieux adapté aux systèmes modernes et aux besoins des utilisateurs. 

## Objectifs de BIBFRAME
Les bibliothèques d'aujourd'hui développent énormément leurs collections numériques; que ce soit à travers les livres numériques, les articles de revues en ligne ou les bases de données. Elles y consacrent souvent la grande majorité de leur budget d'acquisitions. Or, MARC est conçu en fonction des supports physiques et tâche à décrire un objet à la fois. Il peine à fournir des informations sur les relations entre les objets et à les expliquer (par exemple, une traduction d'une œuvre ou l'adaptation d'un livre en film). 
MARC ne parvient pas à répondre aux besoins des usagers en matière de recherche étant donné que ces derniers, en utilisant les catalogues de leurs bibliothèques, s'attendent à la même puissance et à la même précision de recherche que celles offertes par les grands moteurs de recherche comme Google, Bing ou Yahoo. 
BIBFRAME vise à remplacer MARC en comblant ces lacunes et en intégrant des technologies du web de données et en facilitant l'échange d'informations entre institutions culturelles à travers le monde. Ce modèle repose largement sur le RDF (Resource Description Framework), un langage standard du web sémantique, et permet une meilleure interconnexion des données. 
Enfin, contrairement au format MARC et aux Règles de catalogage anglo-américaines (AACR2) qui, au fil des années, sont devenus tellement imbriqués l'un dans l'autre et indissociables, les partisans de l'initiative BIBFRAME souhaitent que ce dernier conserve son indépendance vis-à-vis de tout système particulier de règles de catalogage. Il faciliterait donc, finalement, le travail des bibliothécaires et des catalogueurs en étant plus simple à utiliser et moins rigide. 

## Structure

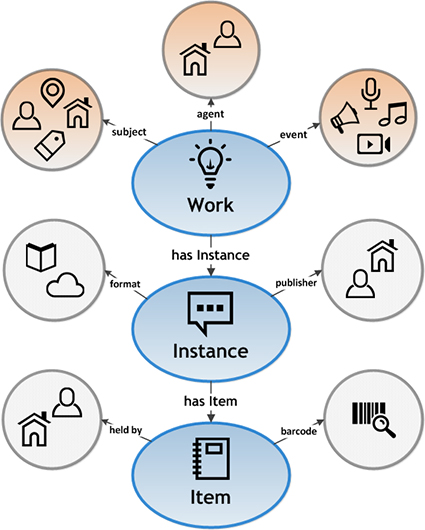
Représentation du modèle et du vocabulaire de BIBFRAME (en anglais) provenant du site web de la bibliothèque du Congrès.

Au moment de la première itération de BIBFRAME, quatre classes principales sont définies : Œuvre, Instance, Autorité et Annotation. 
En 2016, la bibliothèque du Congrès publie une mise à jour au projet intitulée BIBFRAME 2.0. Les entités « Autorité » et « Annotation », jugées non pertinentes, sont alors abandonnées.
Le modèle BIBFRAME se compose de trois entités principales contenant chacune des informations bibliographiques différentes : 
- Œuvre : Représente l'aspect conceptuel et abstrait de la ressource. On y décrit les informations relatives à l'auteur, à la langue et aux sujets.

- Instance : Désigne la version spécifique ou l'édition d'une œuvre. Cette classe reflète les informations décrivant sa date et son lieu de publication, son format ou encore son éditeur.
- Item : Représente une copie physique ou numérique de l'instance. On retrouve ici, entre autres, des informations telles que le code-barres et la localisation d'un exemplaire physique donné.

Des concepts supplémentaires permettant de décrire plus précisément les relations entre les différentes entités peuvent être ajoutés à la notice de l'œuvre. 
- Agents : des personnes, organisations ou entités associées à l’Œuvre elle-même ou à des instances de cette Œuvre (auteur, dessinateur, scénariste).
- Sujets : plusieurs concepts peuvent être présents dans une Œuvre; il peut s'agit de thèmes, de lieux, etc.
- Évènements : une Œuvre peut être écrite autour d'un évènement marquant particulier ou en faire mention. Cette catégorie fait référence à une période et/ou à un lieu précis.

Alors qu'à l’intérieur de MARC, toutes les informations au sujet d’une œuvre sont rassemblées dans une même notice, BIBFRAME s’appuie plutôt sur les relations établies entre œuvres et entre versions et représentations de ces œuvres.

## Adoption de BIBFRAME
La bibliothèque du Congrès elle-même avoue que BIBFRAME n'est pas encore assez au point pour que toutes les bibliothèques fassent la transition et l'adoptent. Il s'agit encore d'un projet en discussion et en développement. Cependant, nombre d'institutions à travers le monde ont fait le saut en partie ou totalement.  
Dès 2013, la bibliothèque nationale allemande a commencé à expérimenter avec le modèle. En 2018, la bibliothèque royale de Suède est devenue la première bibliothèque nationale au monde à effectuer la transition BIBFRAME. Plusieurs bibliothèques universitaires ont depuis emboîté le pas; notamment à l'Université de l'Illinois aux États-Unis et à l'Université de Naples en Italie. 
D'importants éditeurs de revues scientifiques tels que Springer Nature ont également adopté BIBFRAME. 

## Avantages et critiques
BIBFRAME permet une meilleure exposition des données dans le web sémantique et facilite leur réutilisation. Grâce à celui-ci, les métadonnées des fonds et des collections deviennent accessibles à tous à partir des moteurs de recherche; ce qui augmente de façon considérable la visibilité des ressources des bibliothèques. 
Cependant, il a été critiqué pour son manque de prise en compte d'autres modèles, notamment UNIMARC, utilisé par de nombreuses bibliothèques en Europe.  
Les opposants au modèle BIBFRAME sont nombreux et plusieurs éléments lui sont reprochés. D’une part, certains estiment que BIBFRAME n’est déjà plus au goût du jour : de manière similaire au format MARC qui a été conçu et pensé avant Internet et avant les ressources numériques, les bases de BIBFRAME ont été établies avant les grands moteurs de recherche, les réseaux sociaux et la prolifération de l’intelligence artificielle.
Jeff Edmunds, dans une publication intitulée « BIBFRAME must die », considère le modèle inadapté au besoin des usagers des bibliothèques; pour lui, il est loufoque de penser que ces derniers pensent aux livres et documents en tant qu'Œuvres, Instances ou Items. Il soulève le fait qu'au moment de sa publication, en 2023, une seule bibliothèque ayant transitionné entièrement vers BIBFRAME a publié une évaluation de ladite transition. Les avantages de celle-ci, par ailleurs, n'ont pas été immédiatement évidents à constater. Plus encore, il explique que ce passage de MARC à BIBFRAME coûterait des sommes importantes aux bibliothèques; en particulier aux niveaux de l'adaptation technologique et de la formation du personnel, et que cela survient à un moment où les bibliothèques sont souvent confrontées à des budgets serrés ou des politiques d'austérité.

## A voir aussi
- Format MARC
- RDF (Resource Description Framework)
- Web sémantique